# Karl-Heinz Werner (Judoka)
Karl-Heinz Werner (* 17. September 1949 in Rodewisch) ist ein ehemaliger deutscher Judoka, der für die DDR antrat. Er gewann vier Bronzemedaillen bei Europameisterschaften.

## Sportliche Karriere
Der 1,69 m große Karl-Heinz Werner trat bis 1976 im Leichtgewicht an, der Gewichtsklasse bis 63 Kilogramm, Nach der Neuordnung der Gewichtsklassen startete er 1977 im Halbleichtgewicht, der Gewichtsklasse bis 65 Kilogramm. In der Gewichtsklasse bis 65 Kilogramm wurde er von Trainer Willi Lorbeer in die Nachwuchsmannschaft des Deutschen Judo-Verbandes berufen und siegte 1967 bei den Kadetten-Europameisterschaften.
1970 gewann er bei den Europameisterschaften in Ost-Berlin seine erste Bronzemedaille bei Europameisterschaften, 1971 in Göteborg folgte die zweite. Bei den Weltmeisterschaften 1971 in Ludwigshafen unterlag er in seinem ersten Kampf dem Schweizer Peter Wiler. Im April 1972 siegte Werner bei den offenen niederländischen Meisterschaften. Einen Monat später gewann er bei den Europameisterschaften in Voorburg erneut Bronze.
Im September 1972 trat Werner bei den Olympischen Spielen in München an. In seinem ersten Kampf bezwang er den Marokkaner Moustafa Belhmira durch Kampfrichterentscheid (Yusei-gachi). In der zweiten Runde schlug er den Belgier Gustaaf Lauwereins nach 4:21 Minuten. In der dritten Runde schied Karl-Heinz Werner durch Yusei-Gachi gegen Wolfram Koppen aus der Bundesrepublik Deutschland aus.
Bei den Europameisterschaften 1973 in Madrid bezwang Werner unter anderem den Franzosen Jean-Jacques Mounier im Achtelfinale und den Ungarn József Tuncsik im Viertelfinale. Im Halbfinale unterlag er Schengeli Pizchelauri aus der Sowjetunion. Durch einen Sieg über den Jugoslawen Branko Vidmajer gewann Karl-Heinz Werner seine vierte Bronzemedaille bei Europameisterschaften. In Lausanne bei den Weltmeisterschaften 1973 schied Werner im Viertelfinale gegen den Franzosen Michel Algisi aus.
Karl-Heinz Werner gehörte dem ASK Vorwärts Berlin an, ab 1973 dem ASK Vorwärts Frankfurt, und wurde dort von Hubert Sturm und Herbert Niemann trainiert. Bei DDR-Meisterschaften war er 1969 und 1970 Zweiter hinter Dieter Scholz vom SC Dynamo Hoppegarten. 1972 gewann er seinen ersten Meistertitel, 1973 unterlag er wieder Dieter Scholz. 1974 gewann er seinen zweiten Meistertitel, 1976 unterlag er Ingolf Lahr vom SC Dynamo Hoppegarten. 1977 gewann er im bulgarischen Plewen sein letztes internationales Turnier. Bei den DDR-Meisterschaften siegte er 1977 im Halbleichtgewicht.